# Kosemin
Kosemin – wieś sołecka w Polsce położona w województwie mazowieckim, w powiecie sierpeckim, w gminie Zawidz. Ma status sołectwa. Leży w odległości 2 kilometrów od trasy drogi wojewódzkiej nr 561.
Do 1954 roku istniała gmina Kosemin. W latach 1954–1961 wieś należała i była siedzibą władz gromady Kosemin, po jej zniesieniu w gromadzie Zawidz. W latach 1975–1998 miejscowość administracyjnie należała do województwa płockiego.